# Pterorhynchus
Pterorhynchus wellnhoferi
Genre
Espèce
Pterorhynchus est un genre fossile de ptérosaures du clade des Monofenestrata. L'espèce type est Pterorhynchus wellnhoferi, et, en 2002, le genre est resté monotypique.

## Présentation
Il a été découvert dans les bancs de Daohugou de la formation de Tiaojishan datée du Jurassique moyen à supérieur,, dans l'est de la région autonome chinoise de Mongolie-Intérieure. Il fait partie du biote de Yanliao.
Une seule espèce est rattachée au genre, Pterorhynchus wellnhoferi, décrite en 2002 par S.A. Czerkas et Q. Ji.
Elle n'est connue que par un seul spécimen quasi complet avec des traces de tissus mous (membrane des ailes, longs « poils » (pycnofibres) qui rappelleraient le duvet de queue des rhamphorhynchoïdes). 

## Étymologie
Le nom du genre Pterorhynchus est composé des mots du grec ancien pteron, « aile », et rhynchos, « museau » , pour rappeler la présence d'une haute crête sur sa tête. Le nom d'espèce wellnhoferi honore le paléontologue allemand Peter Wellnhofer.

## Description
Pterorhynchus possède un crâne allongé de 11,8 cm de long et une longue queue. Son envergure est d'environ 85 cm. Il se caractérise par la présence d'une crête haute sur les 2/3 arrière de sa tête, constituée d'une base osseuse prolongée par une grande extension kératineuse.
Son corps semble couvert de longs « poils » appelés pycnofibres, tandis que ses ailes paraissaient porter de minuscules touffes de fibres. Ces pycnofibres ont été interprétées par les inventeurs du genre comme de forme pennée avec de nombreux brins provenant d'une seule base (semblable au calamus des plumes chez les oiseaux). Cette description initiale des pycnofibres de Pterorhynchus a cependant été complètement remise en cause lors d'un travail de synthèse sur le système tégumentaire des ptérosaures par Alexander Kellner et ses collègues en 2010.

## Classification
Lors de sa description en 2002 le genre a été attribué au groupe des rhamphorhynchoïdes, un groupe aujourd'hui considéré comme paraphylétique.
En 2006, David Unwin, croyant qu'il provient du Crétacé inférieur, en fait un scaphognathiné, proche du genre type Scaphognathus.
En 2014, une grande synthèse phylogénétique réalisée par Andres, Clark et Xu, conduit au cladogramme suivant qui montre la position de Pterorhynchus en groupe frère des Wukongopteridae au sein des Darwinoptera (Monofenestrata) :
|  | Pterorhynchus   |
|  |                 |
|  | Wukongopteridae |
|  |                 |

|               | Changchengopterus                                                   |
|               |                                                                     |
| Caelidracones | \| \| Anurognathidae \| \| \| \| \| \| Pterodactyloidea \| \| \| \| |
|               | \| \| Anurognathidae \| \| \| \| \| \| Pterodactyloidea \| \| \| \| |
|               | Anurognathidae                                                      |
|               |                                                                     |
|               | Pterodactyloidea                                                    |
|               |                                                                     |

|  | Anurognathidae   |
|  |                  |
|  | Pterodactyloidea |
|  |                  |

|  | Pterorhynchus   |
|  |                 |
|  | Wukongopteridae |
|  |                 |

|               | Changchengopterus                                                   |
|               |                                                                     |
| Caelidracones | \| \| Anurognathidae \| \| \| \| \| \| Pterodactyloidea \| \| \| \| |
|               | \| \| Anurognathidae \| \| \| \| \| \| Pterodactyloidea \| \| \| \| |
|               | Anurognathidae                                                      |
|               |                                                                     |
|               | Pterodactyloidea                                                    |
|               |                                                                     |

|  | Anurognathidae   |
|  |                  |
|  | Pterodactyloidea |
|  |                  |

|  | Pterorhynchus   |
|  |                 |
|  | Wukongopteridae |
|  |                 |

|               | Changchengopterus                                                   |
|               |                                                                     |
| Caelidracones | \| \| Anurognathidae \| \| \| \| \| \| Pterodactyloidea \| \| \| \| |
|               | \| \| Anurognathidae \| \| \| \| \| \| Pterodactyloidea \| \| \| \| |
|               | Anurognathidae                                                      |
|               |                                                                     |
|               | Pterodactyloidea                                                    |
|               |                                                                     |

|  | Anurognathidae   |
|  |                  |
|  | Pterodactyloidea |
|  |                  |

|  | Pterorhynchus   |
|  |                 |
|  | Wukongopteridae |
|  |                 |

|               | Changchengopterus                                                   |
|               |                                                                     |
| Caelidracones | \| \| Anurognathidae \| \| \| \| \| \| Pterodactyloidea \| \| \| \| |
|               | \| \| Anurognathidae \| \| \| \| \| \| Pterodactyloidea \| \| \| \| |
|               | Anurognathidae                                                      |
|               |                                                                     |
|               | Pterodactyloidea                                                    |
|               |                                                                     |

|  | Anurognathidae   |
|  |                  |
|  | Pterodactyloidea |
|  |                  |